# Hakea denticulata
Hakea denticulata (лат.) — кустарник, вид рода Хакея (Hakea) семейства Протейные (Proteaceae), эндемик южной Западной Австралии. Один из многих видов австралийских растений, описанных ботаником Робертом Броуном. Компактный кустарник 1—2 м в высоту и ширину с появляющимися весной красными цветами с неприятным запахом, иногда называемый из-за этого «вонючий Роджер».

## Ботаническое описание
Hakea denticulata — густой древесный кустарник до 1—2 м в высоту и ширину, более мелкие ветви волосатые. Плоские листья гладкие, попеременно растут вдоль стебля, имеют приблизительно овальную форму, длиной 1,5—4,6 см и шириной 1–2,5 см. Края листьев имеют по 2—10 зубцов длиной 1—2 мм. Соцветие состоит из 1, 3 или 5 кремово-жёлтых или оранжево-красных цветков, которые появляются в пазухах листьев в верхних ветвях стебля длиной 2,5—5,5 мм с сильным неприятным запахом. Гладкий околоцветник имеет длину 8,5—11,5 мм, а столбик 10—13 мм длинный и гладкий. Плоды растут под углом к стеблю длиной 23—28 мм и шириной 7—8 мм. Плоды имеют несколько колючек на гладкой поверхности. Цветёт в июле, августе, сентябре или октябре.

## Таксономия
Вид Hakea denticulata был впервые официально описан шотландским ботаником Робертом Броуном в 1830 году и опубликован в дополнении к его работе 1810 года в Supplementum primum Prodromi florae Novae Hollandiae. Байрон Ламонт дифференцировал то, что ранее считалось формой Hakea prostrata, и назвал его H. rubriflora в 1973 году, но было обнаружено, что растение является синонимом H. denticulata. Видовой эпитет — от латинского слова denticulatus, означающего «с маленькими зубцами», относящегося к краям листа. H. rubriflora Ламонта было получено от латинского ruber — «красный» и flos — «цветок». Hakea denticulata была реклассифицирована вместе с пятью другими видами в группе Prostrata в 1999 году во Flora of Australia.

## Распространение и местообитание
H. denticulata встречается на южном побережье Западной Австралии от Албани к востоку от Эсперанса. Ареал достигает хребта Стирлинга на север. Растёт на различных почвах от песка до гравия и даже на более тяжелых глинистых суглинках.

## Культивирование
Хотя растение имеет декоративные листву и цветы, запах последних сильно ограничивает его использование в парках и садах.